# Louisa Lippmann
Louisa-Christin Lippmann (* 23. September 1994 in Herford) ist eine deutsche Beachvolleyball- und ehemalige Volleyballspielerin. Sie ist fünffache Volleyballerin des Jahres.

## Karriere

### Vereinslaufbahn

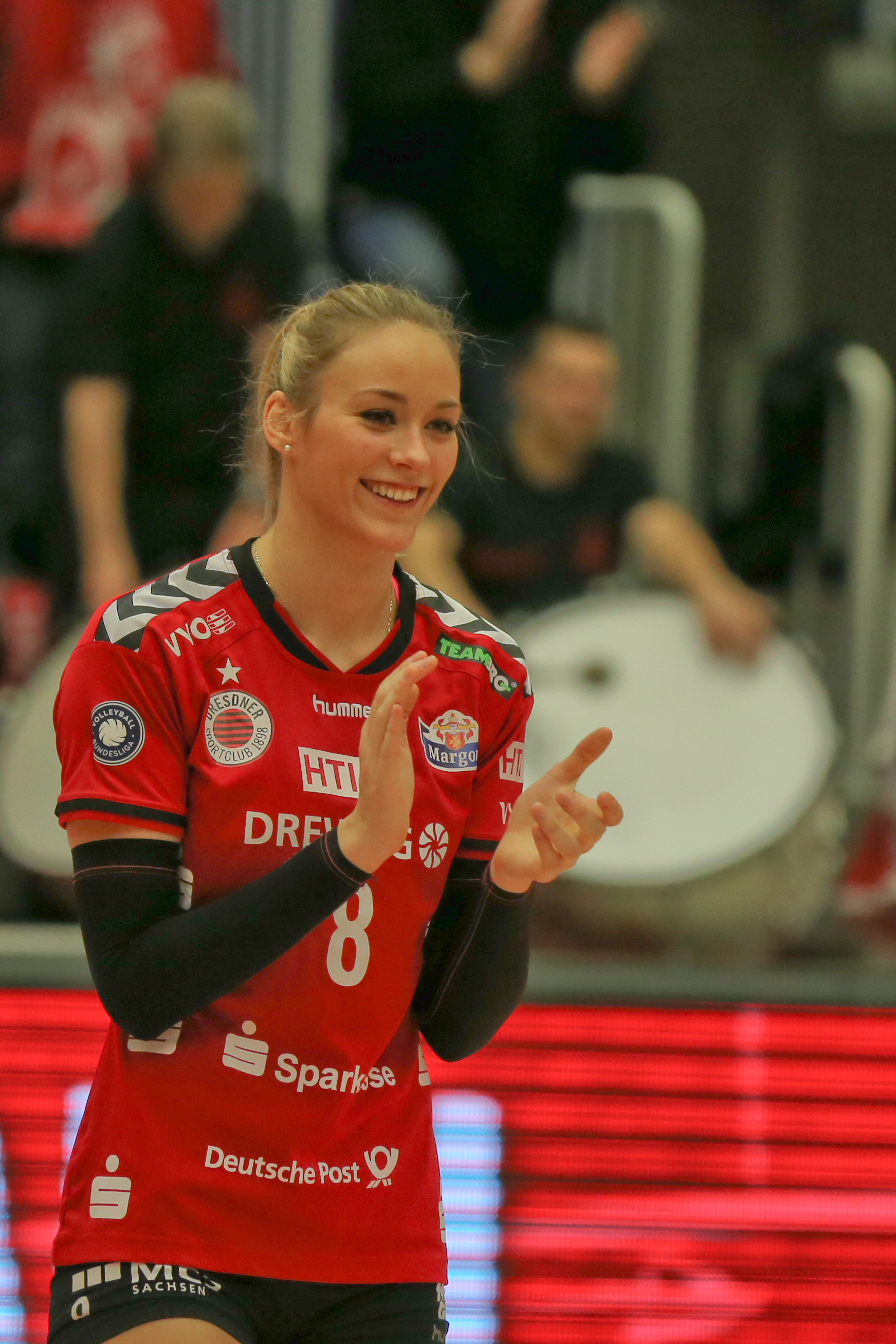
2016 beim Dresdner SC

Louisa Lippmann spielte in der Jugend bei der TG Herford und beim Telekom Post SV Bielefeld. 2010 kam sie ins Volleyball-Internat des USC Münster, wo sie zunächst im Nachwuchsteam in der 2. Bundesliga Nord spielte. Seit 2012 stand die auf der Diagonal- und Außenposition einsetzbare Angreiferin im Bundesligakader. 2014 wechselte Lippmann zum deutschen Meister Dresdner SC, mit dem sie auch den Meistertitel verteidigte. Nach dem Gewinn des Doubles aus Meisterschaft und Pokal 2016 wechselte Lippmann zum Ligakonkurrenten SSC Palmberg Schwerin. Auch mit den Schwerinerinnen wurde Lippmann deutsche Meisterin und avancierte zur wertvollsten Spielerin der Bundesliga im Jahr 2016/17. Im Dezember 2017 wurde sie zu Deutschlands Volleyballerin des Jahres gewählt. Im Jahr 2018 wurde sie erneut zur wertvollsten Spielerin der Volleyball-Bundesliga gewählt. In der Saison 2018/19 spielte Lippmann in der italienischen A-Serie bei Il Bisonte Firenze. Danach wechselte sie nach China zu Shanghai Bright Ubest. Auch 2019 wurde Lippmann zur Volleyballerin des Jahres gewählt. Nach dem Saisonende in China kehrte Lippmann Ende Januar 2020 zum SSC Palmberg Schwerin zurück. Im Herbst 2020 kehrte sie nach Shanghai zurück. Im Dezember 2020 wurde Lippmann zum vierten Mal in Folge zur Volleyballerin des Jahres gewählt. Im Januar 2021 wechselte sie nach Russland zu Lokomotive Kaliningrad und gewann hier drei Monate später die russische Meisterschaft. Anschließend wechselte Lippmann zum italienischen Spitzenklub Savino Del Bene Scandicci und wurde zum fünften Mal in Folge deutsche Volleyballerin des Jahres. Mit Scandicci gewann sie 2022 den europäischen Challenge Cup. Danach beendete sie ihre Hallenkarriere.

### Nationalmannschaft
2012 wurde Louisa Lippmann mit der deutschen Jugend-Nationalmannschaft Fünfte bei der U19-Europameisterschaft. 2013 trainierte sie auch schon mit der A-Nationalmannschaft, musste aber ihr Länderspieldebüt wegen einer Schulterverletzung verschieben. 2014 kam sie beim 1:3 gegen die USA zu ihrem ersten Einsatz und gewann mit Deutschland das Turnier in Montreux. Im gleichen Jahr erreichte sie mit der Nationalmannschaft das Finale der Europaliga und wurde Neunte bei der Weltmeisterschaft. Bei der Weltmeisterschaft 2018 in Japan belegte sie den elften Platz. Im Januar 2020 unterlag sie mit dem deutschen Team im Endspiel der Olympiaqualifikation. Im April 2022 gab Lippmann ihren Rücktritt aus der Nationalmannschaft bekannt.

### Beachvolleyball
Louisa Lippmann spielte beim Qualifikationsturnier zur deutschen Meisterschaft 2020 vom 17. bis 19. Juli in Düsseldorf mit Isabel Schneider. Als Ersatz für deren verletzte Partnerin Victoria Bieneck trat sie damit erstmals im Sand an. Nach Beendigung ihrer Hallenkarriere entschied sich Lippmann 2022 für eine Beachvolleyballkarriere und trainiert am Bundesstützpunkt in Hamburg. Im August spielte Lippmann mit der Olympiasiegerin Kira Walkenhorst bei der Europameisterschaft in München, schied allerdings als Gruppendritte bereits in der ersten K.-o.-Runde aus. Ab November 2022 spielte sie zusammen mit Laura Ludwig auf der World Beach Pro Tour. Bei der Europameisterschaft 2023 in Wien gewannen Lippmann/Ludwig das Spiel um Platz drei gegen die Schweizerinnen Joana Mäder und Anouk Vergé-Dépré. Auf der World Pro Tour gelangen ihnen fünfte Plätze beim Challenge-Turnier in Edmonton, beim Elite16-Turnier in Hamburg und beim Elite16-Turnier in Paris. Bei der anschließenden Weltmeisterschaft in Tlaxcala erreichten sie als Gruppenzweite die Hauptrunde, in der sie gegen die Brasilianerinnen Ágatha Bednarczuk und Rebecca Cavalcanti ausschieden. Im November wurden sie beim Elite16-Turnier in João Pessoa Dreizehnte. Im März 2024 wurden Lippmann/Ludwig auf der World Beach Pro Tour beim Elite16-Turnier in Doha Fünfte und beim Challenge-Turnier in Saquarema Zweite. Über die Weltrangliste qualifizierten sich Lippmann/Ludwig als zweitbestes deutsches Duo für die Olympischen Spiele in Paris, wo sie ohne Sieg in der Vorrunde ausschieden. Bei ihren letzten drei Turnieren mit Ludwig wurde Lippmann bei der Europameisterschaft in den Niederlanden Neunte, beim Elite16-Event in Hamburg Fünfte und in Timmendorfer Strand deutsche Vizemeisterin.
Seit November 2024 bildet sie ein Duo mit der ehemaligen Volleyballnationalspielerin Linda Bock. Ihr erstes gemeinsames internationales Turnier bestritten die beiden im März des folgenden Jahres beim Challenge in Yucatán. War dort nach zwei erfolgreich überstandenen Qualifikationsrunden die Gruppenphase Endstation, lief es zwei Monate später in Xiamen noch etwas besser. Auch dort war die Vorausscheidung kein Problem und im Pool erkämpfte das deutsche Duo den ersten Rang, sodass die erste Hauptrunde übersprungen werden konnte und der geteilte neunte Platz das Endresultat wurde. Ihr bis zu diesem Zeitpunkt bestes Ergebnis gelang den beiden nach einem siebzehnten Platz in Alanya beim vierten gleichartigen Event des Jahres. Im Juni 2025 erreichten Bock/Lippmann in Stare Jabłonki nach dem dritten Platz in der Gruppe und den Siegen über die Australierinnen Alchin / Johnson, ihre deutschen Landsfrauen Ittlinger / Grüne, die Olympia-Fünften Álvarez / Moreno und die Französinnen Vieira / Chamereau, die ebenfalls in Paris dabei waren, das Endspiel, das sie gegen das ukrainische Duo Tetjana Lasarenko und Maryna Hladun verloren. Für Lippmann war es nach 2024 die zweite Finalteilnahme bei einer Challenge-Veranstaltung. Nach einem dreizehnten Platz beim Elite-Turnier in Gstaad erreichten Bock/Lippmann bei der Europameisterschaft in Düsseldorf Ende Juli/Anfang August das Achtelfinale, das sie erneut gegen Lasarenko/Hladun verloren, die sich anschließend den Titel sicherten. Den Erfolg vom polnischen Challenge konnte das deutsche Duo beim gleichwertigen Event in Baden noch einmal toppen. Nach dem Gruppensieg mussten sowohl Vergara / González und Paulikienė / Raupelytė als auch Dawidowa / Chmil und im Finale Mila Konink / Raïsa Schoon erkennen, dass das aus Nordrhein-Westfalen stammende Beachpaar in Niederösterreich nicht zu bezwingen war. Der Erfolg war um so bemerkenswerter, weil er ohne einen einzigen Satzverlust gelang.

## Privates
Lippmann ist seit 2021 mit dem ehemaligen Handballspieler Hannes Lindt verheiratet.